# Педро Кастільйо
Хосе Педро Кастільйо Терронес (ісп. José Pedro Castillo Terrones; кечуа Husiy Pidru Kastillu Tirrunis; нар. 19 жовтня 1969, Пунья, Кахамарка, Перу) — перуанський шкільний вчитель, профспілковий активіст і політик.
2021 року виграв президентські вибори як кандидат від лівої партії «Вільне Перу», здобувши перемогу у другому турі над кандидаткою від правих Кейко Фухіморі. Президент Перу з 28 липня 2021 до моменту свого імпічменту 7 грудня 2022 року.

## Ранні роки
Народився 19 жовтня 1969 року в невеликому місті Пунья, регіон Кахамарка — одному з найбідніших регіонів Перу. Був третім з дев'яти дітей у сім'ї неписьменних селян.
Закінчивши початкову і середню школу, Кастільйо вступив до Вищого педагогічного інституту імені Октавіо Матти Контрераса у провінції Кутерво, де здобув ступінь бакалавра освіти. Пізніше здобув ступінь магістра з педагогічної психології в Університеті Сесара Вальєхо. З 1995 року працював учителем початкових класів у школі № 10465 міста Пунья. Паралельно з учительською діяльністю активно займався профспілковою роботою, ставши лідером Єдиної профспілки працівників освіти Перу.
З 1980-х років Кастільйо служив у місцевому загоні «Ронда Кампесинас» — патрулів, створених перуанськими селянами для захисту від бойовиків «Сендеро Луміносо». За час служби здобув репутацію чесної і чуйної людини, а також незаперечний авторитет серед земляків. За словами товариша по службі та колишнього учня Кастільйо Нільвера Еррери, він «завжди намагався допомогти людям… якщо їм потрібно було побудувати дорогу — він був з ними, якщо їм потрібно було виконати якесь завдання або доручення — він був з ними, якщо їм доводилося допомагати хворій людині, у якої не було грошей — він був з ними».

## Страйк вчителів 2017 року
2017 року Кастільйо як керівник профспілки працівників освіти став одним з лідерів загальнонаціонального страйку вчителів. Метою страйку були підвищення зарплати і виплата заборгованостей з неї, а також збільшення державних витрат на освіту. Незабаром страйк охопив весь південь Перу.
У цих умовах влада була змушена піти на переговори зі страйкарями: у них брали участь міністр освіти Перу Марілу Мартенс, прем'єр-міністр Фернандо Савала, 25 губернаторів регіонів, а також влада столиці країни — міста Ліми. Президент Педро Пабло Кучинський запропонував себе як посередника, запросивши делегатів вчителів зустрітися з ним у Палаці уряду. За підсумками переговорів між владою і лідерами страйкарів (крім Кастільйо) досягли тимчасової угоди про розмір заробітної плати. У зв'язку з відмовою президента проводити переговори з Кастільйо, страйк продовжився з новою силою: вчителі з усіх регіонів Перу прибули до Ліми, де провели серію мітингів.
24 серпня 2017 року вийшла постанова уряду, згідно з якою перуанські педагоги отримували низку нових пільг. Одночасно уряд попередив, що, якщо страйкувальники не повернуться на роботу 28 серпня, то Міністерство освіти буде змушене їх звільнити.
2 вересня 2017 року Кастільйо оголосив про призупинення страйку у зв'язку з досягненням її основних цілей і готовністю уряду до діалогу.

## Політична кар'єра
2002 року Кастільйо став кандидатом від лівоцентристської партії «Можливе Перу» на виборах мера міста Ангія, однак поступився перемогою іншому кандидату. З 2005 року він очолював відділення партії «Можливе Перу» в Кахамарці, покинувши цей пост 2017 року в зв'язку з саморозпуском партії. У грудні 2022 року відсторонений від влади Кастільйо написав у тюрмі лист, назвавши Діну Болуарте узурпаторкою влади.

### Президентські вибори 2021 року

#### Перший тур
У жовтні 2020 року Кастільйо офіційно оголосив про висування своєї кандидатури на посаду президента на загальних виборах 2021 року від партії «Вільне Перу». 6 грудня 2020 року його кандидатуру зареєстрували. За його словами, одним із приводів для висунення в президенти для нього стала пандемія COVID-19. Йому було вкрай складно проводити уроки в умовах самоізоляції у зв'язку з тим, що майже ніхто з його учнів не мав доступу до мобільного телефону, а обіцяні урядом планшети школа так і не отримала — тому він вирішив сам сприяти розв'язанню проблеми доступності освіти. Другим приводом стало бажання боротися з однією з головних проблем перуанського суспільства — корупцією.
У першому турі президентських виборів, який відбувся 11 квітня, Кастільйо здобув 2 724 752 голосів виборців, або 18,92 % дійсних голосів, вийшовши в другий тур разом з кандидатом від правої партії Народна сила Кейко Фухіморі, дочкою колишнього президента Альберто Фухіморі, яка набрала 13,41 % голосів. Одночасно пройшли вибори в Конгрес, на яких партія «Вільне Перу» отримала відносну більшість — 37 мандатів з 120. Стрімке зростання рейтингу Кастільйо в останні тижні перед виборами стало великою несподіванкою для спостерігачів. Основна причина його успіху — критика великої різниці в рівні життя між Лімою і сільською місцевістю Перу, яка забезпечила йому значну підтримку в сільських регіонах.
Після успіху Кастільйо в першому турі виборів загальний індекс S&p/BVL Peru General Index впав на 3,2 %, а вартість перуанського соля впала на 1,7 %, що стало найбільшим падінням з грудня 2017 року під час першого процесу імпічменту Педро Пабло Кучинського; за тиждень до другого голосування соль продовжував демонструвати історичні мінімуми щодо долара США.
У червні 2021 року переміг у другому турі виборів, набравши 50,125 % голосів, та випередивши свою консервативну суперницю Кейко Фухіморі.

## Політичні позиції

### Внутрішня політика
Головна теза виборчої кампанії Кастільйо в галузі внутрішньої політики — обрання Установчих зборів для написання нової конституції. Чинна конституція, успадкована від режиму Альберто Фухіморі, на думку кандидата від «Вільного Перу», «служить для захисту корупції на макрорівні». При цьому він наголосив, що в процесі конституційної реформи поважатиме верховенство права та винесе питання про обрання Установчих зборів на референдум. Для проведення референдуму Кастільйо треба було б схвалення більшості депутатів Конгресу, що малоймовірно, з огляду на відсутність в ньому стабільної більшості у «Вільного Перу»..
Інша реформа, запропонована Кастільйо — створення проурядових воєнізованих організацій, аналогічних «Ронда Кампесінас» для боротьби з тероризмом, а також активне навчання молоді основам військової справи. Він закликав Перу вийти з Американської конвенції про права людини та відновити в країні смертну кару, а також встановити більш сувору цензуру ЗМІ.
В економічній частині програми Кастільйо йдеться про радикальні реформи, зокрема націоналізацію природних ресурсів, підпорядкування приватних підприємств потребам країни, збільшення бюджету на освіту й медицину, розширення трудових прав, боротьбу зі злочинністю та наркотрафіком. Окрім того, Кастільйо закликає провести аграрну реформу, яка врегулювала б концентрацію земель і підтримала б сімейні землеволодіння, зокрема низькими кредитами. Але ці перетворення неможливі без зміни конституції.

### Зовнішня політика
Педро Кастільйо підтримує уряд Ніколаса Мадуро у Венесуелі, називаючи його «демократичним», проте дозволяє собі і його критику. Після перемоги в першому турі президентських виборів він заявив, що в сучасній Венесуелі «немає чавізму», а президенту Мадуро порадив «спочатку вирішити свої внутрішні проблеми, перш ніж щось говорити про Перу». Також він закликав Мадуро забрати венесуельських біженців назад на батьківщину, заявивши, що венесуельці прибули в Перу «для вчинення злочинів», і що він дасть венесуельцям, які вчиняють злочини, сімдесят два години на те, щоб покинути Перу.

## Критика
2021 року колишній депутат конгресу від Народної сили Йені Вілкатома подала на Кастільйо скаргу в прокуратуру у зв'язку із зазначенням ним неправдивих відомостей про своє майно: за даними Вілкатоми, Кастільйо був власником компанії «Consorcio Chotano de Inversionistas Emprendedores JOP S. A. C» і не вказав це в декларації. У разі, якби прокуратура підтведила приховування даних про володіння компанією, Кастільйо могли б зняти з виборів. Однак його суперниця Кейко Фухіморі дистанціювалася від Вілкатоми і засудила її, заявивши що не зацікавлена в дискваліфікації Кастільйо і має намір перемогти його на чесних виборах. Сам Кастільйо спробував виправдатися, заявивши, що не вказав компанію в декларації, тому що фактично вона не функціонувала.

## Особисте життя
За віросповіданням Кастільйо — католик. Його дружина, Лілія Паредес — також вчителька, за віросповіданням євангельська християнка, як і двоє їхніх дітей. Сім'я Кастільйо проживає на фермі в окрузі Чугур провінції Уальгайос регіону Кахамарка, де вирощують корів, свиней, кукурудзу та солодку картоплю.
Сестра — Марія Дораліса Кастільйо Терронес.